# Віктор Вегріа
Віктор Вегріа (фр. Victor Wégria, нар. 4 листопада 1936, Віллер-ле-Булле — пом. 6 червня 2008, Льєж) — бельгійський футболіст, що грав на позиції нападника. По завершенні ігрової кар'єри — футбольний тренер.
Виступав, зокрема, за клуб «Льєж», а також національну збірну Бельгії.
Володар Кубка Бельгії. 

## Клубна кар'єра
У дорослому футболі дебютував 1955 року виступами за команду клубу «Льєж», в якій провів десять сезонів, взявши участь у 245 матчах чемпіонату та забив 145 м'ячів. Чотири рази ставав найкращим бомбардиром чемпіонату Бельгії в 1959, 1960, 1961 та 1963 роках
Протягом 1966 року захищав кольори команди клубу «Стандард» (Льєж).
Завершив професійну ігрову кар'єру у клубі «Расінг Брюсселлес», за команду якого виступав протягом 1966—1973 років.

## Виступи за збірну
1957 року дебютував в офіційних матчах у складі національної збірної Бельгії. Протягом кар'єри у національній команді, яка тривала 5 років, провів у формі головної команди країни лише 5 матчів, забивши 2 голи.

## Кар'єра тренера
Розпочав тренерську кар'єру, ще продовжуючи грати на полі, 1971 року, очоливши тренерський штаб клубу «Льєж» (тренував впродовж чотирьохсезонів).
Останнім місцем тренерської роботи став знову ж таки клуб «Льєж», головним тренером якого Вегріа був 1983 року.
Помер 6 червня 2008 року на 72-му році життя.

## Статистика виступів

### Статистика клубних виступів
| Сезон     | Клуб                | Країна  | Ліга            | І  | Г  |
| --------- | ------------------- | ------- | --------------- | -- | -- |
| 1954/1955 | «Льєж»              | Бельгія | Еерсте Дивізіон | 13 | 1  |
| 1955/1956 | «Льєж»              | Бельгія | Еерсте Дивізіон | 25 | 10 |
| 1956/1957 | «Льєж»              | Бельгія | Еерсте Дивізіон | 26 | 11 |
| 1957/1958 | «Льєж»              | Бельгія | Еерсте Дивізіон | 18 | 9  |
| 1958/1959 | «Льєж»              | Бельгія | Еерсте Дивізіон | 28 | 26 |
| 1959/1960 | «Льєж»              | Бельгія | Еерсте Дивізіон | 28 | 21 |
| 1960/1961 | «Льєж»              | Бельгія | Еерсте Дивізіон | 30 | 23 |
| 1961/1962 | «Льєж»              | Бельгія | Еерсте Дивізіон | 22 | 7  |
| 1962/1963 | «Льєж»              | Бельгія | Еерсте Дивізіон | 29 | 24 |
| 1963/1964 | «Льєж»              | Бельгія | Еерсте Дивізіон | 19 | 10 |
| 1964/1965 | «Льєж»              | Бельгія | Еерсте Дивізіон | 7  | 3  |
| 1965/1966 | «Стандард» (Льєж)   | Бельгія | Еерсте Дивізіон | 14 | 6  |
| 1966/1967 | «Расінг Клуб Жет»   | Бельгія | Другий Дивізіон | 23 | 8  |
| 1967/1968 | «Расінг Клуб Жет»   | Бельгія | Другий Дивізіон | 17 | 3  |
| 1968/1969 | «Расінг Клуб Жет»   | Бельгія | Другий Дивізіон | ?? | ?? |
| 1969/1970 | «Расінг Клуб Жет»   | Бельгія | Другий Дивізіон | ?? | ?? |
| 1970/1971 | «Расінг Брюсселлес» | Бельгія | Другий Дивізіон | ?? | ?? |
| 1971/1972 | «Расінг Брюсселлес» | Бельгія | Другий Дивізіон | ?? | ?? |
| 1972/1973 | «Расінг Брюсселлес» | Бельгія | Другий Дивізіон | ?? | ?? |

### Статистика виступів за збірну
| Дата       | Турнір            | Противник  | Місце проведення     | Результат | Примітки |
| ---------- | ----------------- | ---------- | -------------------- | --------- | -------- |
| 8/12/1957  | товариський матч  | Туреччина  | Туреччина Анкара     | 1-1       | 48'      |
| 19/04/1959 | товариський матч  | Нідерланди | Нідерланди Амстердам | 2-2       | Гол      |
| 4/10/1959  | товариський матч  | Нідерланди | Нідерланди Роттердам | 9-1       |          |
| 2/10/1960  | товариський матч  | Нідерланди | Бельгія Антверпен    | 1-4       | Гол      |
| 15/03/1961 | товариський матч  | Франція    | Франція Коломб       | 1-1       |          |
| 22/03/1961 | товариський матч  | Нідерланди | Нідерланди Роттердам | 6-2       |          |
| 20/05/1961 | Відбір до ЧС 1962 | Швейцарія  | Швейцарія Лозанна    | 2-1       |          |

## Титули і досягнення
- Володар Кубка Бельгії (1):

«Стандард» (Льєж): 1965-1966